# Peter von Danzig (карака)
«Петер фон Данциг» (нім. Peter von Danzig — «Петер фон Данциг») — великий Ганзейський військовий і торговий вітрильний корабель XV століття.